# Феномен Утхоффа
Феномен Утхоффа (также известный как «синдром Утхоффа», «симптом Утхоффа», «признак Утхоффа», «симптом горячей ванны», «синдром горячей ванны») — это клинический синдром, проявляющийся в ухудшении психических и неврологических симптомов рассеянного склероза и других демиелинизирующих заболеваний нервной системы при повышении температуры тела или температуры внешней среды по любой причине (например, в жаркую погоду, при физической нагрузке, волнении, страхе, стрессе, тревоге, депрессии, при лихорадке (гипертермии) любой этиологии, в частности при простудных и других инфекционных заболеваниях, при гиперфункции щитовидной железы — тиреотоксикозе, при приеме горячей ванны или горячего душа, при походе в сауну или баню).
Принято считать, что феномен Утхоффа возникает вследствие негативного влияния повышенных температур на проводимость нервных волокон. К этому негативному влиянию особенно чувствительны демиелинизированные или поврежденные нервные волокна. При повышенной температуре тела проведение нервных импульсов затрудняется или замедляется, особенно в поврежденных или демиелинизированных нервных волокнах. Но после того, как температура тела снова нормализуется, нервная проводимость может улучшиться или вернуться к исходному (до повышения температуры тела) уровню, и в связи с этим могут уменьшиться или временно исчезнуть вызванные или усиленные повышением температуры симптомы рассеянного склероза.

## История
Этот феномен был впервые описан Вильгельмом Утхоффом в 1890 году в виде временного ухудшения зрения при физической нагрузке у пациентов с невритом зрительного нерва. Более поздние исследования обнаружили связь между неврологическими симптомами, такими, как потеря зрения, и повышенной теплопродукцией или сниженной теплоотдачей, и первоначальное представление Утхоффа о том, что сама по себе физическая нагрузка является причиной ухудшения зрения у этих больных, уступило место представлению о том, что причиной ухудшения неврологической симптоматики (необязательно именно зрения) у этих больных является повышенная теплопродукция или пониженная теплоотдача, приводящая к повышению температуры тела по любой причине.

## Диагностическое значение
Феномен Утхоффа настолько характерен (патогномоничен) для рассеянного склероза и вообще для демиелинизирующих заболеваний нервной системы, что его когда-то ранее даже считали необходимым признаком для постановки диагноза РС, а больным с подозрением на РС предлагался так называемый «тест горячей ванны» (сознательное принятие горячей ванны или бани с целью предоставить врачу возможность отследить и зафиксировать ухудшение неврологической и психической симптоматики и удостовериться в том, что оно действительно имеет место, что больной не симулирует и не аггравирует симптоматику и т. д., а также что это ухудшение действительно объективно наблюдаемо, то есть верифицируемо, не субъективно и не может быть объяснено другими причинами).
В настоящее время «тест горячей ванны» для диагностики рассеянного склероза более не рекомендуется и не применяется. Пересмотр отношения к «тесту горячей ванны» произошел не только ввиду наличия современных диагностических критериев (критерий МакДональд 2010), более не требующих наличия феномена Утхоффа для постановки диагноза РС, и доступности современных лабораторных методов исследования, таких, как КТ и МРТ головного и спинного мозга, исследование зрительных, слуховых и соматосенсорных вызванных потенциалов, цитологическое (на лимфоциты) и иммунохимическое (на олигоклональные иммуноглобулины, цитокиновый профиль и др.) исследование ликвора, но и вследствие потенциальной небезопасности «теста горячей ванны» — в некоторых случаях спровоцированное им неврологическое и/или психическое ухудшение может длительно не проходить или даже стать стойким, либо спровоцировать начало очередного рецидива заболевания.

## Клиническое значение
Многие пациенты с рассеянным склерозом испытывают повышенную утомляемость, слабость, усталость, а также усиление других симптомов РС, таких, как боль, мышечные спазмы, нарушение походки и координации движений, нарушения внимания, памяти, колебания или ухудшение настроения и общего психического статуса, учащение императивных позывов к мочеиспусканию вплоть до недержания мочи, при воздействии повышенных температур окружающей среды, например в банях, саунах, горячих ваннах, в горячем душе, или при физической нагрузке, при волнении, страхе, стрессе, тревоге. Как следствие этого, многие пациенты с рассеянным склерозом стремятся избегать сауны, бани, теплых и горячих ванн или душей, чрезмерных физических нагрузок, стрессов и волнений, в жаркую погоду пользоваться кондиционером дома и в рабочих помещениях, не выходить из дома в жаркую погоду, не работать на работах, требующих присутствия в некондиционируемых помещениях или жарких цехах, избегать других источников тепла, либо носят на теле те или иные охлаждающие приспособления.
Исследования функции периферических нервов у этих больных показали, что даже повышение температуры тела всего на 0,1-0,2 °C способно замедлить или даже полностью блокировать проведение нервных импульсов по демиелинизированным нервным волокнам, которые, в отличие от здоровых нервных волокон, гораздо более чувствительны к изменениям температуры своего микроокружения. При более высокой степени демиелинизации нервных волокон (то есть более далеко зашедшем заболевании) требуется меньшее повышение температуры микроокружения нерва для существенного замедления проведения нервных импульсов. Таким образом, по мере прогрессирования заболевания, повышенная чувствительность к высоким температурам внешней среды и их непереносимость имеют тенденцию усиливаться. Физические и нервно-психические нагрузки и повседневные бытовые задачи способны вызывать значительное повышение температуры тела у больных с РС, особенно в связи с тем, что при демиелинизации вегетативных центров терморегуляции в гипоталамусе и стволе мозга нарушается естественная регуляция температуры тела больных и способность тела к поддержанию относительно постоянной температуры тела несмотря на возросшую нагрузку или повысившуюся температуру внешней среды. Еще одной причиной значительного повышения температуры тела больных даже при сравнительно небольших физических нагрузках или выполнении повседневных обязанностей является их пониженная механическая эффективность вследствие использования тех или иных вспомогательных средств для передвижения, выраженной атаксии, нарушений координации движений, спастичности, слабости и детренированности мышц. Это объясняет быстро развивающуюся у таких больных утомляемость, слабость и ухудшение неврологической симптоматики при сравнительно небольших физических и нервно-психических нагрузках и стрессах или при выполнении повседневных бытовых обязанностей. Тем не менее, показано, что умеренные, в меру физических сил и возможностей больного, физические упражнения, так же как и посильное выполнение домашних и профессиональных обязанностей, полезны и показаны больным с РС, и помогают справляться с симптомами РС, уменьшают риск возникновения коморбидных заболеваний и улучшают общее самочувствие больных.

## Профилактика и лечение синдрома Утхоффа
Использование охлаждающих свойств холодной воды (её высокой теплоемкости и теплопроводности) может помочь уменьшить выраженность проблем, связанных с повышенной тепловой чувствительностью больных с РС. Так, в исследовании, проведенном Уайтом с соавторами в 2000 году, предварительное (перед физической нагрузкой) охлаждение путём погружения нижних двух третей тела в холодную воду температуры 16-17 °C в течение 30 минут, позволило высокочувствительным к перегреванию больным с рассеянным склерозом выполнять физические упражнения с большим комфортом и меньшими побочными эффектами, благодаря минимизации повышения температуры тела во время физических упражнений. Гидротерапия (выполнение физических упражнений в умеренно прохладной воде температуры 27-29 °C) также может быть весьма полезной больным с рассеянным склерозом. Использование для гидротерапии воды с температурой ниже 27 °C не рекомендуется вследствие повышенного риска спровоцировать усиление спастичности мышц при переохлаждении.
Больным с рассеянным склерозом также рекомендуется избегать сауны, бани, теплых и горячих ванн или душей, чрезмерных физических нагрузок (в то же время умеренные, в меру сил и возможностей больного, физические нагрузки полезны), в жаркую погоду пользоваться кондиционером дома и в рабочих помещениях, не выходить из дома в жаркую погоду, не работать на работах, требующих присутствия в некондиционируемых помещениях или жарких цехах, избегать других источников тепла, носить на теле те или иные охлаждающие приспособления. Тиреотоксикоз, в случае его обнаружения, должен быть адекватно компенсирован.
Больным с рассеянным склерозом также рекомендуется при простудных и других интеркуррентных инфекционных заболеваниях принимать жаропонижающие (парацетамол) или препараты группы НПВС (аспирин, ибупрофен) даже при сравнительно небольшом, субфебрильном повышении температуры тела, которое у здорового человека обычно не требует применения жаропонижающих и/или НПВС.
Больным с рассеянным склерозом рекомендуется избегать стрессов, нервно-психических перегрузок, недосыпания, переутомления, переохлаждения, злоупотребления психостимуляторами и другими ПАВ (такими, как кофеин, никотин, амфетамин, алкоголь), так как стрессы и большие нервно-психические нагрузки, недосыпание, переутомление, переохлаждение, а также злоупотребление стимуляторами, повышая концентрацию адреналина в крови, способствуют повышению температуры тела.